# LGA775
LGA775（別名：Socket T）は、インテル製CPUのソケットの1つ。別名は、第五世代Pentium 4として開発されていたコードネーム"Tejas"（テハス）向けに設計されていたことに由来する。結局Tejasはリリースされなかったが、後期のPentium 4、その後継CPUとして登場したPentium D、Core 2シリーズ、およびそれら上級CPUと同世代のCeleronシリーズに向けたソケットになった。

## 仕様
その名の通り775本のピンがあり、同数の電極があるLGA（ランド・グリッド・アレイ）パッケージを採用したCPUを受け入れる。この点が従来のCPU側にピンがあるPGA-ZIF形式との最大の違いである。これによって、CPUクーラーを取り外す際にCPUがヒートシンクに固着しCPU側のピンを破損するという事故はなくなった。反面、ソケット側に用意されたピンはより繊細な扱いを必要とするようになった。

## 互換性
PrescottコアからWolfdaleコアに至るまで長期に渡って採用されたソケット規格であるが、互換性についてはBIOSやサポート電圧といったバス仕様以外の要素も多数あるため、例えばLGA775末期のマザーボードで初期のCPUが必ずしも動作するとは限らない。

## 採用製品
CPU
- Intel
  - NetBurst
    - Prescott 世代
    - CedarMill 世代

  - Core
    - Merom 世代
    - Penryn 世代

チップセット
下記チップセットが上記CPUをサポートすることから、「LGA775対応チップセット」と捉える説明がメディアやウェブサイトに散見されるが、直接的な関係は無く誤った捉え方である。チップセットはCPUをホストするに留まり（ゆえにCPUのFSBのことをチップセット側からはホストバスと呼ぶ）、LGA775ソケットと下記チップセットが同一のマザーボードに搭載されていることは結果であり必然ではない。
- Intel
  - 845GV[1]
  - 848P[2], 865PE[3], 865G[4]
  - 875P[5]
  - 915/925 Chipset
  - 945/955 Chipset
  - 965/975 Chipset
  - 3 Series
  - 4 Series
  - E7221, E7230
  - 3000, 3010, 3200, 3210
- ATI (AMD)
  - Radeon Xpress 200, 200 CrossFire, 1250, 3200
- NVIDIA
  - nForce4 SLI, SLI XE, SLI X16
  - nForce 570, 590, 650i, 680i, 750i, 780i, 790i
  - GeForce 7050, 7100, 7150, 9300, 9400
- SiS
  - 661, 649, 656, 662, 671, 672
- VIA
  - P4M800, PM800, PT880, PT890, P4M890, P4M900